# Région du Dehcho
La région du Dehcho est l'une des cinq régions administratives des Territoires du Nord-Ouest au Canada. La région comprend six localités et tient ses bureaux administratifs à Fort Simpson. Une majorité des habitants de la région font partie des Premières Nations Dehcho, un conseil tribal déné dont les membres sont Slaveys. Une population Sahtu est également présente dans la région. 

## Localités
La région du Dehcho comprend six localités (ou communautés).
| Nom                                | Statut          | Population (2011) | Coordonnées                   |
| ---------------------------------- | --------------- | ----------------- | ----------------------------- |
| Fort Liard (Echaot'l Koe)          | Hameau          | 536               | 60° 14′ 27″ N, 123° 28′ 11″ O |
| Fort Simpson (Liidlii Kue)         | Village         | 1 238             | 61° 51′ 47″ N, 121° 21′ 18″ O |
| Jean Marie River (Tthedzehk'edeli) | Première Nation | 64                | 61° 31′ 33″ N, 120° 37′ 38″ O |
| Nahanni Butte (Tthenáágó)          | Bande dénée     | 102               | 61° 02′ 02″ N, 123° 22′ 50″ O |
| Sambaa K'e                         | Bande dénée     | 92                | 60° 26′ 33″ N, 121° 14′ 43″ O |
| Wrigley (Pedzéh Kñ)                | Première Nation | 133               | 63° 13′ 41″ N, 123° 28′ 12″ O |

## Annexe